# Silvio Giovenale
Silvio Fernando Giovenale (Villa Elisa, Entre Ríos, Argentina, 26 de noviembre de 1978) es un futbolista argentino de remarcada trayectoria en el fútbol de ascenso de Argentina. Actualmente juega en el Club Recreativo San Jorge de Villa Elisa.

## Trayectoria
| Club                         | País      | Año         |
| ---------------------------- | --------- | ----------- |
| Rivadavia (CdU)              | Argentina | 1997 - 1998 |
| Almirante Brown de Arrecifes | Argentina | 2002 - 2003 |
| Crucero del Norte            | Argentina | 2003        |
| Candelaria                   | Argentina | 2004 - 2005 |
| Guillermo Brown              | Argentina | 2005 - 2006 |
| Boca Unidos                  | Argentina | 2006 - 2008 |
| Gimnasia y Esgrima (CdU)     | Argentina | 2008 - 2009 |
| Juventud Unida Universitario | Argentina | 2010        |
| Guillermo Brown              | Argentina | 2010 - 2012 |
| Gimnasia y Esgrima (CdU)     | Argentina | 2012 - 2013 |
| Deportivo Achirense          | Argentina | 2013        |
| CAVE                         | Argentina | 2014        |
| Atlético Uruguay             | Argentina | 2015        |
| CAVE                         | Argentina | 2016-2019   |